# Money in the Bank 2019
Money in the Bank 2019 è stata la decima edizione dell'omonimo pay-per-view di wrestling prodotto dalla WWE. L'evento si è svolto il 19 maggio 2019 all'XL Center di Hartford (Connecticut).

## Storyline
Il 7 aprile, a WrestleMania 35, Becky Lynch ha sconfitto Ronda Rousey (Raw Women's Champion) e Charlotte Flair (SmackDown Women's Champion) in un Winner Takes All Triple Threat match, conquistando entrambe le cinture. Nella puntata di Raw del 22 aprile Lacey Evans ha sconfitto Natalya diventando la contendente nº1 al Raw Women's Championship della Lynch. Analogamente, a SmackDown, Charlotte Flair ha sconfitto Bayley, conquistando il diritto di sfidare Becky per lo SmackDown Women's Championship, la quale a Money in the Bank difenderà entrambe le cinture contro Lacey Evans e Charlotte Flair in due match separati, rispettivamente per il Raw Women's Championship e per lo SmackDown Women's Championship.
Nella puntata di SmackDown del 16 aprile Vince McMahon ha annunciato Elias come il più grande acquisto della storia dello show blu, ma tale annuncio è stato interrotto da Roman Reigns, il quale ha colpito sia Elias che Vince con un Superman Punch. La settimana successiva, Shane McMahon, figlio di Vince, ha sfidato Reigns, il quale è stato a sua volta attaccato da Elias, il quale poi lo ha sfidato per Money in the Bank.
Nella puntata di SmackDown del 16 aprile il WWE Champion Kofi Kingston e Xavier Woods, ospiti di Kevin Owens nel suo Kevin Owens Show, lo hanno accolto come membro onorario del New Day (visto anche l'infortunio di Big E) con il nome "Big O", e quella stessa sera i tre hanno sconfitto Cesaro, Rusev e Shinsuke Nakamura. Nella successiva puntata di SmackDown, Rusev ha attaccato Kingston durante il suo match non titolato contro Shinsuke Nakamura, ma Owens ha effettuato un turn heel attaccando sia Kingston che Woods, annunciando di volere il WWE Championship di Kingston, che lo ha dunque sfidato per un match titolato a Money in the Bank.
Nella puntata di Raw del 22 aprile AJ Styles ha affrontato e sconfitto Rey Mysterio e lo United States Champion Samoa Joe in un Triple Threat match per poi sconfiggere Baron Corbin (che si era a sua volta qualificato per quest'incontro sconfiggendo Drew McIntyre e The Miz in un altro Triple Threat match), diventando il contendente nº1 all'Universal Championship di Seth Rollins. Un match fra Rollins e Styles per l'Universal Championship è stato dunque sancito per Money in the Bank.
Nella puntata di Raw del 29 aprile sono stati annunciati i partecipanti del roster di Raw per l'annuale Money in the Bank Ladder match: Baron Corbin, Braun Strowman, Drew McIntyre e Ricochet. Per SmackDown, invece, il 30 aprile sono stati annunciati Ali, Andrade, l'Intercontinental Champion Finn Bálor e Randy Orton. Mentre nella puntata di Raw del 6 maggio Ricochet ha difeso il suo posto nel Money in the Bank Ladder match contro Robert Roode, nella puntata di Raw del 13 maggio Sami Zayn ha ottenuto il posto di Strowman sconfiggendolo in un Falls Count Anywhere match grazie all'aiuto di Baron Corbin e Drew McIntyre.
Analogamente a quello maschile, nella puntata di Raw del 29 aprile, durante il Moment of Bliss, Alexa Bliss ha introdotto sé stessa, Dana Brooke, Naomi e Natalya come partecipanti femminili al Money in the Bank Ladder match. Per SmackDown, invece, sono state annunciate Bayley, Carmella, Ember Moon e Mandy Rose. Successivamente, la Bliss ha annunciato di non poter più prendere parte all'incontro ed è stata sostituita da Nikki Cross.
A WrestleMania 35, Shane McMahon ha sconfitto The Miz in un Falls Count Anywhere match. Nella puntata di Raw del 29 aprile The Miz è stato sconfitto da Bobby Lashley a causa di una distrazione di Shane; quella stessa sera, The Miz ha sfidato Shane ad un Steel Cage match a Money in the Bank.
A WrestleMania 35, nel Kick-off, Tony Nese ha sconfitto Buddy Murphy conquistando il Cruiserweight Championship. Nella puntata di 205 Live del 16 aprile Ariya Daivari ha vinto un Fatal 4-Way match contro Akira Tozawa, Gran Metalik e Mike Kanellis, diventando il contendente nº1 al Cruiserweight Championship di Nese. Nella puntata di 205 Live del 23 aprile Daivari ha sconfitto Oney Lorcan, conservando il suo status di contendente nº1 al Cruiserweight Championship e ottenendo dunque un match titolato contro Tony Nese dal General Manager Drake Maverick a Money in the Bank.
A WrestleMania 35, Samoa Joe ha sconfitto Rey Mysterio in appena un minuto e difendendo così lo United States Championship. Sia Joe che Mysterio sono passati da SmackDown a Raw, e nella puntata del 29 aprile Mysterio ha sconfitto Joe in un match non titolato, ottenendo dunque un rematch titolato a Money in the Bank.
Nella puntata di SmackDown del 7 maggio gli Usos (Jey Uso e Jimmy Uso), appartenenti al roster di Raw, hanno affrontato Daniel Bryan e Rowan per il vacante SmackDown Tag Team Championship ma sono stati sconfitti. La settimana successiva, un match non titolato fra i due team è stato annunciato per il Kick-off di Money in the Bank.

## Risultati
| #       | Match | Stipulazioni                                                                                    | Durata |
| ------- | --- | ----------------------------------------------------------------------------------------------- | ------ |
| Kickoff | Gli Usos hanno sconfitto Daniel Bryan e Erick Rowan                                                             | Tag team match                                                                                  | 11:05  |
| 1       | Bayley ha sconfitto Carmella, Dana Brooke, Ember Moon, Mandy Rose, Naomi, Natalya e Nikki Cross                 | Women's money in the bank ladder match                                                          | 13:50  |
| 2       | Rey Mysterio ha sconfitto Samoa Joe (c)                                                                         | Single match per il WWE United States Championship                                              | 1:40   |
| 3       | Shane McMahon ha sconfitto The Miz                                                                              | Steel cage match                                                                                | 13:10  |
| 4       | Tony Nese (c) ha sconfitto Ariya Daivari                                                                        | Single match per il WWE Cruiserweight Championship                                              | 9:25   |
| 5       | Becky Lynch (c) ha sconfitto Lacey Evans per sottomissione                                                      | Single match per il WWE Raw Women's Championship                                                | 8:40   |
| 6       | Charlotte Flair ha sconfitto Becky Lynch (c)                                                                    | Single match per il WWE SmackDown Women's Championship                                          | 6:15   |
| 7       | Bayley ha sconfitto Charlotte Flair (c)                                                                         | Single match per il WWE SmackDown Women's Championship Bayley ha incassato il Money in the Bank | 0:20   |
| 8       | Roman Reigns ha sconfitto Elias                                                                                 | Single match                                                                                    | 0:08   |
| 9       | Seth Rollins (c) ha sconfitto AJ Styles                                                                         | Single match per il WWE Universal Championship                                                  | 19:45  |
| 10      | Kofi Kingston (c) ha sconfitto Kevin Owens                                                                      | Single match per il WWE Championship                                                            | 14:10  |
| 11      | Brock Lesnar ha sconfitto Andrade, Baron Corbin, Drew McIntyre, Finn Bálor, Mustafa Ali, Randy Orton e Ricochet | Money in the bank ladder match                                                                  | 19:00  |